# Mariä-Schutz-und-Fürbitte-Kirche an der Nerl

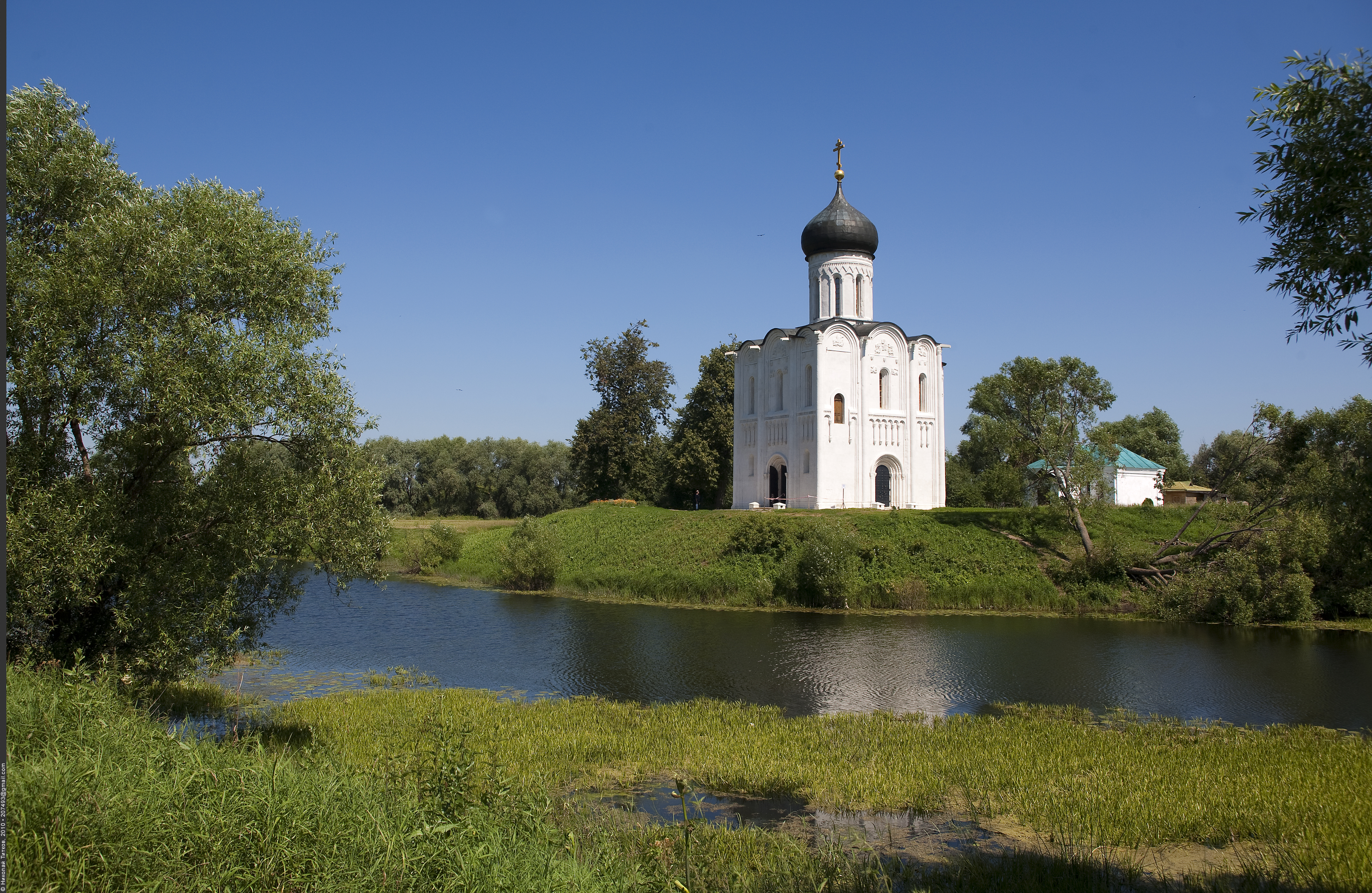
Pokrow-Kirche an der Nerl

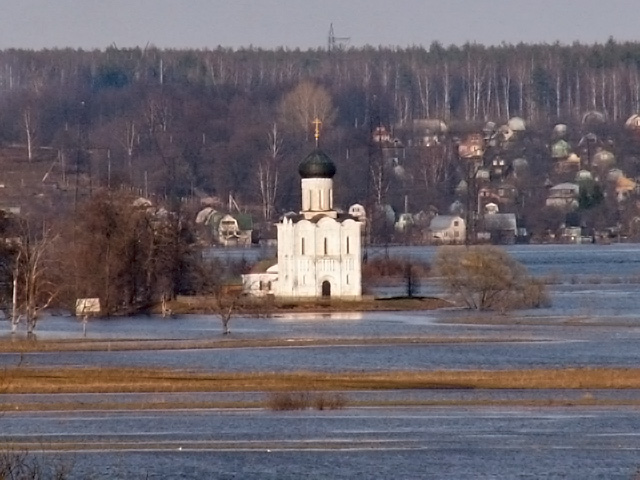
Die Kirche inmitten der Fluss- und Wiesenlandschaft

Die Mariä-Schutz-und-Fürbitte-Kirche an der Nerl (russisch Церковь Покрова на Нерли, Zerkow Pokrowa na Nerli, Pokrow-Kirche an der Nerl) ist eine 1165 errichtete orthodoxe Kirche und eines der bedeutendsten Denkmäler der altrussischen Baukunst. Die kleine Kreuzkuppelkirche ist berühmt für die Harmonie ihrer Proportionen. Sie ist dem Feiertag „Mariä Schutz und Fürbitte“ (Pokrow) gewidmet, einem der im Volk beliebtesten Feste der Russisch-Orthodoxen Kirche, das am 14. Oktober begangen wird.

## Lage
Die Kirche befindet sich 13 km nordöstlich von Wladimir, in der Nähe des Ortes Bogoljubowo und des einstigen Palastes des Großfürsten von Kiew, Andrei Bogoljubski, auf einem kleinen Hügel inmitten einer Wiesenlandschaft, an der Mündung der Nerl in die Kljasma. Wenn die Wiesen im Frühjahr überschwemmt sind, sieht die Kirche aus, als würde sie auf dem Wasser schwimmen.

## Geschichte

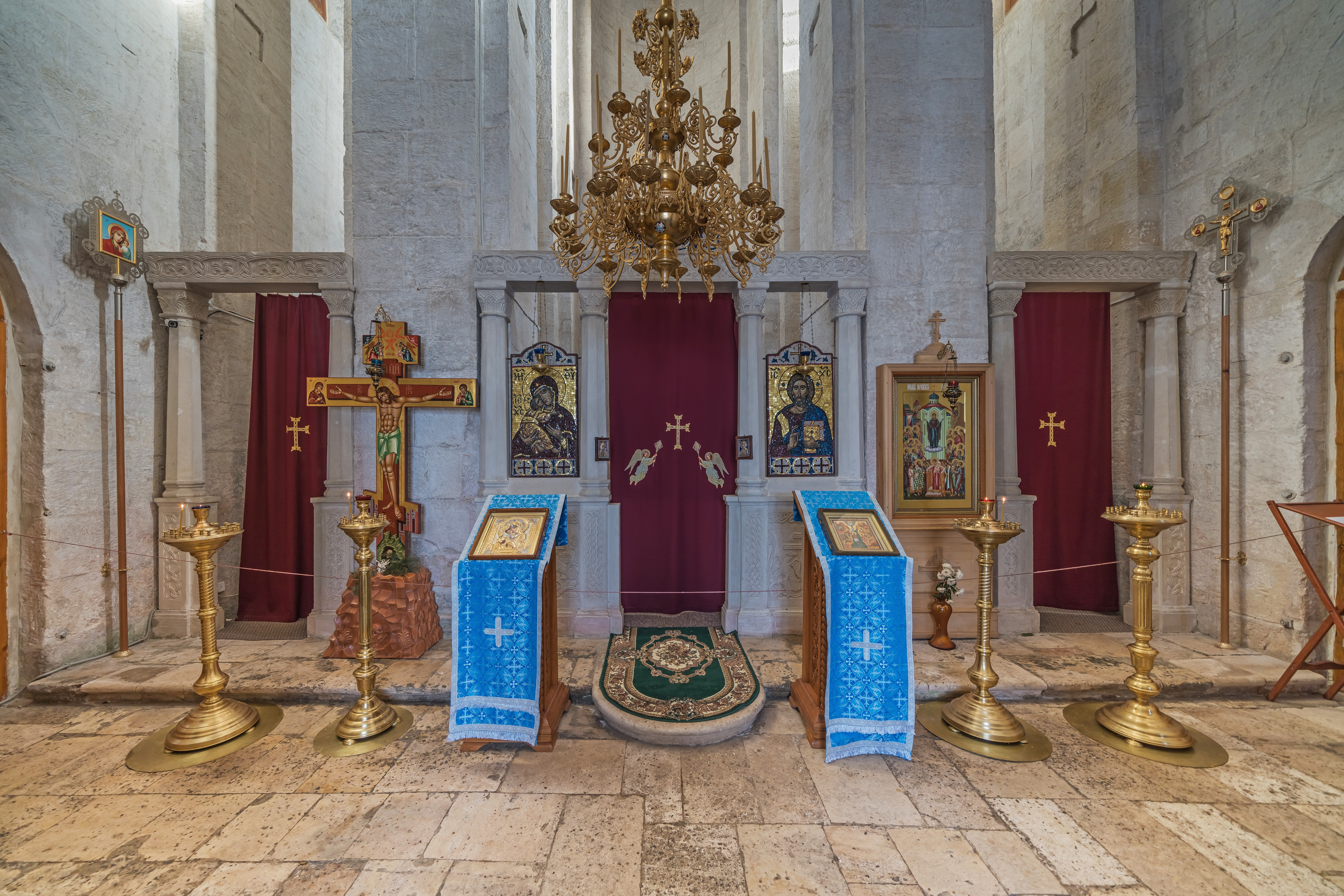
Inneres der Kirche

Andrei Bogoljubski ließ die Kirche 1165 zum Andenken an seinen jungen Sohn Isjaslaw errichten, der in einem Feldzug gegen die Wolgabulgaren gefallen war. Der Standort war trotz des komplizierten Baugrunds gut gewählt. Die Schiffe mit Gesandten und Gästen aus östlichen Ländern, die über die Wolga und die Oka nach Wladimir kamen, Boote aus Susdal und Rostow passierten stromabwärts den Ort, und die vom Wasser umgebene Kirche erschien ihnen wie ein außergewöhnliches Phänomen.
1784 erhielt der Klostervorsteher (Igumen) des Bogoljubski-Klosters die Erlaubnis des Bischofs, die Kirche abzureißen um Baumaterial zu gewinnen. Da sich der Vorsteher und die Bauleute über den Preis der Arbeiten nicht einigen konnten, blieb die Kirche erhalten. Es entstand die Legende, dass ein Bauer, der die Kuppel hinaufgeklettert war, um mit dem Abriss anzufangen, durch vom Kreuz abgeplatzte Vergoldungsplättchen geblendet wurde. Der Erblindete fiel herunter und gewann sein Augenlicht wieder. Dies wurde als ein großes Wunder betrachtet, und die Bauern weigerten sich, je wieder zum Abriss Hand an die Kirche zu legen.
1803 wurde die Form der Kuppel zur Zwiebelhaube verändert, 1877 bei einer Restaurierung 
die Galerie abgerissen. Die Arkaden, die zum Chor heraufführende Treppe, und die Fresken sind nicht erhalten geblieben.
Der Regisseur Andrei Tarkowski wählte 1964 die Kirche als Drehort für die Eingangsszene seines Films Andrej Rubljow.

## Beschreibung

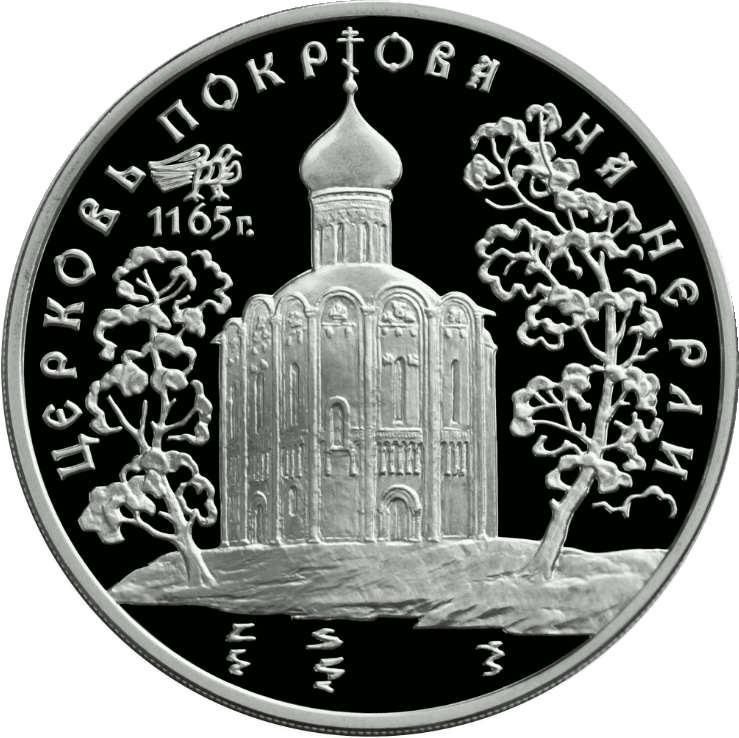
3 Rubel-Münze, Denkmale russischer Architektur, Russland 2008 (Revers)

Die Kirche wurde aus hellem Sandstein errichtet, sie wird von einer Kuppel überwölbt, die auf vier Säulen steht. Die Kirche besitzt im Osten drei Apsidien. Die Proportionen der Kirche sind lang aufstrebend, um ihre Umrisse schlanker erscheinen zu lassen. Der Nachteil dieser architektonischen Lösung war, dass dadurch das Innere der Kirche für die Abhaltung von Gottesdiensten zu dunkel wurde. Die Wände der Kirche haben eine leichte Neigung nach innen, um die Illusion einer größeren Höhe des Bauwerkes zu erzeugen.
Das Gebäude ist auf einem 1,6 m tiefen Streifenfundament aus festen Felsen gegründet. Darauf errichteten die Baumeister ein 3,7 m hohes Fundament aus behauenen Steinen. Von innen und außen wurde es mit gestampftem Lehm verkleidet. So entstand ein künstlicher Hügel, der, ursprünglich noch mit weißen Steinplatten verkleidet, die Kirche vor den Frühlingsüberschwemmungen schützte.
Das Dekor der Kirche ist der Muttergottes gewidmet. Drei Fassaden tragen die gleiche Darstellung des Psalmen-Sängers David, der das Psalter spielt. Der Musiker ist von Tauben und Löwen umgeben, die den ewigen Gegensatz von Gut und Böse darstellen. Eine Reihe weibliche Masken, die Jungfrau Maria symbolisierend, verläuft entlang der Seiten der Fassaden.

„...die Pokrow-Kirche an der Nerl, unweit von Wladimir, ist nicht nur die vollkommenste Kirche der Rus, sondern auch eines der größten Denkmäler der Kunstgeschichte weltweit...“

1992 wurde die Kirche als Teil der Welterbestätte „Kathedrale von Wladimir, Klöster und Kirchen von Susdal und Kidekscha“ in die Liste des Welterbes der Vereinten Nationen aufgenommen.

## Nachbauten

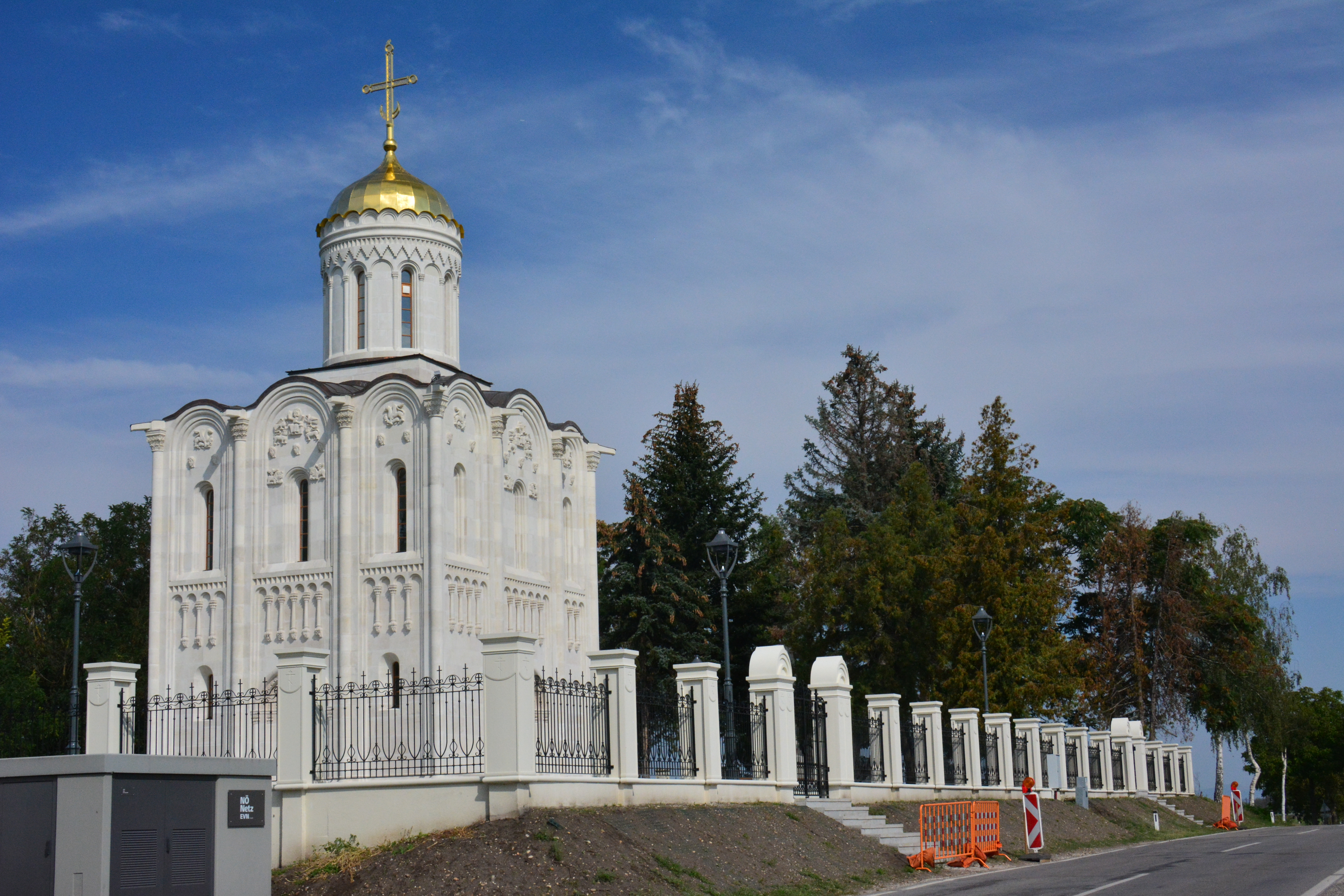
Russisch-orthodoxe Kirche am Soldatenfriedhof Laa an der Thaya

In Gedenken an seinen Großvater ließ der russische Oligarch Oleg Wladimirowitsch Deripaska auf dem russischen Soldatenfriedhof der niederösterreichischen Grenzstadt Laa an der Thaya im Weinviertel eine Replik der Kirche in verkleinertem Maßstab errichten. Die Bauteile für die Kirche wurden in Russland von Steinmetzen aus Sandstein hergestellt, auf rund 1700 Paletten verladen und mit 72 Lastwagenfahrten nach Österreich gebracht, um hier zusammengebaut zu werden. Am 30. September 2018 wurde die Kirche in Anwesenheit des russisch-orthodoxen Metropoliten von Wolokolamsk und Leiter des Außenamtes des Moskauer Patriarchats Hilarion Alfejew feierlich ihrer Bestimmung übergeben.